# Правителство на Александър Малинов 5
Петото правителство на Александър Малинов е четиридесет и седмо правителство на Царство България, назначено с Указ № 11 от 29 юни 1931 г. на цар Борис III. Управлява страната до 12 октомври 1931 г., след което е наследено от първото правителство на Никола Мушанов. Това е четвъртият и последен кабинет, начело на който застава министър-председателят Александър Малинов.

## Политика
В изборите на 21 юни 1931 г. коалицията на Народния блок регистрира победа – получените над 50 хиляди гласа ѝ осигуряват 150 мандата в Народното събрание. Въпреки че по-голямата част от гласовете са от селските райони, водеща роля в новия кабинет има Демократическата партия. За земеделците остават второстепенни министерства.

## Съставяне
Кабинетът, оглавен от Александър Малинов, е образуван от политически дейци на „Народния блок“ (Демократическата партия), БЗНС „Врабча 1“, БЗНС „Стара Загора“, Радикалната и Националлибералната партия (Георги Петров).

### Кабинет
Сформира се от следните 10 министри:
| министерство                                | име | име                 | партия                   |
| ------------------------------------------- | --- | ------------------- | ------------------------ |
| министър-председател                        |     | Александър Малинов  | Демократическа партия    |
| вътрешни работи и народно здраве            |     | Никола Мушанов      | Демократическа партия    |
| външни работи и изповедания                 |     | Александър Малинов  | Демократическа партия    |
| народно просвещение                         |     | Константин Муравиев | БЗНС „Врабча 1“          |
| финанси                                     |     | Александър Гиргинов | Демократическа партия    |
| правосъдие                                  |     | Димитър Върбенов    | Националлиберална партия |
| война                                       |     | Александър Кисьов   | военен                   |
| търговия, промишленост и труда              |     | Георги Петров       | Националлиберална партия |
| земеделие и държавни имоти                  |     | Димитър Гичев       | БЗНС „Врабча 1“          |
| обществени сгради, пътища и благоустройство |     | Георги Йорданов     | БЗНС „Врабча 1“          |
| железници, пощи и телеграфи                 |     | Стоян Костурков     | Радикална партия         |

В краткия си период на водене не са правени промени.